# Kevin Long
Kevin Finbarr Long (Cork, Irlanda, 18 de agosto de 1990) es un futbolista irlandés. Juega en la posición de defensa y su equipo es el Toronto F. C. de la Major League Soccer de Estados Unidos. Además, es internacional absoluto con la selección de fútbol de la República de Irlanda. 

## Trayectoria

### Cork City
Long se formó en las juveniles del Cork City, para luego firmar su primer contrato profesional en enero de 2008. Fue parte del plantel del Cork City que ganó la FAI Youth Cup, la Munster Youth Cup y la FAI Futsal Cup en 2009. Poco tiempo después, debutó con el primer equipo del City, de visita ante St Patricks Athletic, entrando al segundo tiempo. 

### Burnley
El 26 de noviembre de 2009 se anuncia que Burnley ganó el fichaje del joven irlandés a Everton y Celtic, sin embargo, el jugador firmaría por el club para el periodo de transferencias de enero. El 25 de enero de 2010, se confirma que Long firmó por Burnley.

#### Préstamo a Accrington Stanley
El 15 de octubre de 2010, Long se unió al Accrington Stanley de la League Two por un préstamo de un mes, que luego se extendió por toda la temporada. Debutó contra Rotherham United, pero al minuto 17 fue expulsado por una falta a Adam Le Fondre. Regreso a Burnley el 23 de mayo, jugando 17 encuentros para Accrington.
El 5 de agosto de 2011, se confirma que volvería a préstamo a Accrington por seis meses. Long tenía su lugar de titular en Accrington y anotó el primer gol de su carrera en el empate por 2-2 ante Plymouth Argyle el 8 de octubre de 2011. Volvió a Burnley el 5 de enero, registrando 26 partidos jugados.

#### Préstamo a Rochdale
El 27 de enero de 2012, Long se unió al Rochdale de la League One, inicialmente como préstamo de emergencia, que luego se extendería hasta fines de abril. 

#### Préstamo a Portsmouth
EL 18 de agosto de 2012, se fue como préstamo de emergencia al Porstmouth de la League One. Debutó el mismo día en el empate 1-1 contra Bournemouth. El 9 de septiembre de 2012 contra Walsall sufrió una lesión en la espalda y su préstamo no fue renovado.

### Regreso a Burnley
Anotó su primer gol para Burnley en la derrota por 4-3 ante Southampton por la FA Cup el 4 de enero de 2014. Debutó por la Premier League el 1 de enero de 2015 de visita frente a Newcastle United, fue empate por 3-3, entró al minuto 17 en reemplazo del lesionado Jason Shackell, pero 20 minutos después fue reemplazado por Steven Reid luego de que Long se lesionara también, Burnley terminó el encuentro en St James´ Park con tres jugadores lesionados

#### Préstamo a Barnsley
En noviembre de 2015, se unió a Barnsley de la League One por un préstamo de un mes. Debutó y anotó un gol contra Oldham Athletic en la victoria por 2-1 y fue expulsado en su segundo juego contra Peterborough United. 

#### Préstamo a Milton Keynes Dons
El 26 de marzo de 2016 llegó al Milton Keynes Dons de la Championship como préstamo por el resto de la temporada 2015-16.

## Selección nacional
Debutó por la selección de Irlanda el 1 de junio de 2017 en la derrota por 3-1 ante México en el MetLife Stadium, reemplazando a John Egan en el segundo tiempo.

### Partidos internacionales
| Partidos y goles internacionales | Partidos y goles internacionales | Partidos y goles internacionales | Partidos y goles internacionales | Partidos y goles internacionales | Partidos y goles internacionales | Partidos y goles internacionales                             | Partidos y goles internacionales |
| #                                | Fecha                            | Estadio                          | Local                            | Resultado                        | Visita                           | Competición                                                  |                                  |
| -------------------------------- | -------------------------------- | -------------------------------- | -------------------------------- | -------------------------------- | -------------------------------- | ------------------------------------------------------------ | -------------------------------- |
| 2017                             |                                  |                                  |                                  |                                  |                                  |                                                              |                                  |
| 1                                | 2 de junio                       | New Jersey                       | México                           | 3 - 1                            | Irlanda                          | Amistoso                                                     |                                  |
| 2                                | 4 de junio                       | Dublin                           | Irlanda                          | 3 - 1                            | Uruguay                          | Torneo                                                       |                                  |
| 3                                | 11 de junio                      | Dublin                           | Irlanda                          | 1 - 1                            | Austria                          | Clasificación de UEFA para la Copa Mundial de Fútbol de 2018 |                                  |
| 4                                | 9 de octubre                     | Cardiff                          | Gales                            | 0 - 1                            | Irlanda                          | Clasificación de UEFA para la Copa Mundial de Fútbol de 2018 |                                  |
| 2018                             |                                  |                                  |                                  |                                  |                                  |                                                              |                                  |
| 5                                | 23 de marzo                      | Antalya                          | Turquía                          | 1 - 0                            | Irlanda                          | Amistoso                                                     |                                  |
| 6                                | 28 de mayo                       | Saint Denis                      | Francia                          | 2 - 0                            | Irlanda                          | Amistoso                                                     |                                  |
| 7                                | 2 de junio                       | Dublin                           | Irlanda                          | 2 – 1                            | Estados Unidos                   | Amistoso                                                     |                                  |
| 8                                | 11 de septiembre                 | Wroclaw                          | Polonia                          | 1 - 1                            | Irlanda                          | Amistoso                                                     |                                  |
| 9                                | 13 de octubre                    | Dublin                           | Irlanda                          | 0 - 0                            | Dinamarca                        | Liga B de la Liga de Naciones de la UEFA 2018-19             |                                  |
| 10                               | 16 de octubre                    | Dublin                           | Irlanda                          | 0 - 1                            | Gales                            | Liga B de la Liga de Naciones de la UEFA 2018-19             |                                  |

## Estadísticas

### Clubes
Actualizado al último partido disputado en la temporada 2024.
| Club                                | Div.          | Temporada     | Liga  | Liga  | Copas nacionales | Copas nacionales | Copas internacionales | Copas internacionales | Total | Total |
| Club                                | Div.          | Temporada     | Part. | Goles | Part.            | Goles            | Part.                 | Goles                 | Part. | Goles |
| ----------------------------------- | ------------- | ------------- | ----- | ----- | ---------------- | ---------------- | --------------------- | --------------------- | ----- | ----- |
| Cork City F. C. Irlanda             | 1.ª           | 2008          | 0     | 0     | 0                | 0                | ―                     | ―                     | 0     | 0     |
| Cork City F. C. Irlanda             | 1.ª           | 2009          | 16    | 1     | 1                | 0                | ―                     | ―                     | 17    | 1     |
| Cork City F. C. Irlanda             | Total club    | Total club    | 16    | 1     | 1                | 0                | 0                     | 0                     | 17    | 1     |
| Accrington Stanley F. C. Inglaterra | 4.ª           | 2010-11       | 15    | 0     | 2                | 0                | ―                     | ―                     | 17    | 0     |
| Accrington Stanley F. C. Inglaterra | 4.ª           | 2011-12       | 24    | 4     | 2                | 0                | ―                     | ―                     | 26    | 4     |
| Accrington Stanley F. C. Inglaterra | Total club    | Total club    | 39    | 4     | 4                | 0                | 0                     | 0                     | 43    | 4     |
| Rochdale A. F. C. Inglaterra        | 3.ª           | 2011-12       | 16    | 0     | ―                | ―                | ―                     | ―                     | 16    | 0     |
| Rochdale A. F. C. Inglaterra        | Total club    | Total club    | 16    | 0     | 0                | 0                | 0                     | 0                     | 16    | 0     |
| Portsmouth F. C. Inglaterra         | 3.ª           | 2012-13       | 5     | 0     | 1                | 0                | ―                     | ―                     | 6     | 0     |
| Portsmouth F. C. Inglaterra         | Total club    | Total club    | 5     | 0     | 1                | 0                | 0                     | 0                     | 6     | 0     |
| Burnley F. C. Inglaterra            | 2.ª           | 2012-13       | 14    | 0     | 0                | 0                | ―                     | ―                     | 14    | 0     |
| Burnley F. C. Inglaterra            | 2.ª           | 2013-14       | 7     | 0     | 4                | 1                | ―                     | ―                     | 11    | 1     |
| Burnley F. C. Inglaterra            | 1.ª           | 2014-15       | 1     | 0     | 1                | 0                | ―                     | ―                     | 2     | 0     |
| Burnley F. C. Inglaterra            | 2.ª           | 2015-16       | 0     | 0     | 0                | 0                | ―                     | ―                     | 0     | 0     |
| Barnsley F. C. Inglaterra           | 3.ª           | 2015-16       | 11    | 2     | 2                | 0                | ―                     | ―                     | 13    | 2     |
| Barnsley F. C. Inglaterra           | Total club    | Total club    | 11    | 2     | 2                | 0                | 0                     | 0                     | 13    | 2     |
| Milton Keynes Dons F. C. Inglaterra | 2.ª           | 2015-16       | 2     | 0     | ―                | ―                | ―                     | ―                     | 2     | 0     |
| Milton Keynes Dons F. C. Inglaterra | Total club    | Total club    | 2     | 0     | 0                | 0                | 0                     | 0                     | 2     | 0     |
| Burnley F. C. Inglaterra            | 1.ª           | 2016-17       | 3     | 0     | 1                | 0                | ―                     | ―                     | 4     | 0     |
| Burnley F. C. Inglaterra            | 1.ª           | 2017-18       | 16    | 1     | 3                | 0                | ―                     | ―                     | 19    | 1     |
| Burnley F. C. Inglaterra            | 1.ª           | 2018-19       | 6     | 0     | 3                | 1                | 3                     | 0                     | 12    | 1     |
| Burnley F. C. Inglaterra            | 1.ª           | 2019-20       | 8     | 0     | 3                | 0                | ―                     | ―                     | 11    | 0     |
| Burnley F. C. Inglaterra            | 1.ª           | 2020-21       | 8     | 0     | 4                | 1                | ―                     | ―                     | 12    | 1     |
| Burnley F. C. Inglaterra            | 1.ª           | 2021-22       | 6     | 0     | 0                | 0                | ―                     | ―                     | 6     | 0     |
| Burnley F. C. Inglaterra            | 2.ª           | 2022-23       | 0     | 0     | 0                | 0                | ―                     | ―                     | 0     | 0     |
| Burnley F. C. Inglaterra            | Total club    | Total club    | 69    | 1     | 19               | 3                | 3                     | 0                     | 91    | 4     |
| Birmingham City F. C. Inglaterra    | 2.ª           | 2022-23       | 17    | 1     | 3                | 1                | ―                     | ―                     | 20    | 2     |
| Birmingham City F. C. Inglaterra    | 2.ª           | 2023-24       | 17    | 0     | 3                | 0                | ―                     | ―                     | 20    | 0     |
| Birmingham City F. C. Inglaterra    | Total club    | Total club    | 34    | 1     | 6                | 1                | 0                     | 0                     | 40    | 2     |
| Toronto F. C. · Canadá              | 1.ª           | 2024          | 26    | 0     | 5                | 1                | 3                     | 0                     | 34    | 1     |
| Toronto F. C. · Canadá              | Total club    | Total club    | 26    | 0     | 5                | 1                | 3                     | 0                     | 34    | 1     |
| Total carrera                       | Total carrera | Total carrera | 218   | 9     | 38               | 5                | 6                     | 0                     | 262   | 14    |
| 1. 2.                               |               |               |       |       |                  |                  |                       |                       |       |       |

### Selección nacional
Actualizado al último partido disputado el 10 de septiembre de 2019.
| Selección nacional | Año   | PJ | Goles |
| ------------------ | ----- | -- | ----- |
| Irlanda            | 2017  | 4  | 0     |
| Irlanda            | 2018  | 7  | 0     |
| Irlanda            | 2019  | 1  | 1     |
| Total              | Total | 12 | 1     |